# Copa Asiática Sub-23 de la AFC de 2022
La Copa Asiática Sub-23 de la AFC de 2022 fue la quinta edición de este torneo de fútbol a nivel de selecciones sub-23 organizado por la Confederación Asiática de Fútbol (AFC), el cual se conocía anteriormente como Campeonato Sub-23 de la AFC. El torneo se disputó en Uzbekistán del 1 al 19 de junio de 2022.

## Sedes
| Estadio Bunyodkor | Estadio Pakhtakor |  |  |  |  |                |                |
| Aforo: 34,000     | Aforo: 35,000     |  |  |  |  | Taskent Qarshi | Taskent Qarshi |
| Taskent           | Qarshi            |  |  |  |  |                |                |
| Estadio Lokomotiv | Estadio Markaziy  |  |  |  |  |                |                |
| Aforo: 8,000      | Aforo: 21,000     |  |  |  |  |                |                |
|                   |                   |  |  |  |  |                |                |

## Clasificación

### Selecciones participantes
| Selecciones participantes | Selecciones participantes | Selecciones participantes | Selecciones participantes |
| ------------------------- | ------------------------- | ------------------------- | ------------------------- |
| Arabia Saudita            | Australia                 | Catar                     | Corea del Sur             |
| Emiratos Árabes Unidos    | Irak                      | Irán                      | Japón                     |
| Jordania                  | Kuwait                    | Malasia                   | Tailandia                 |
| Tayikistán                | Turkmenistán              | Uzbekistán                | Vietnam                   |

## Fase de grupos
Los dos primeros de cada grupo avanzan a cuartos de final.
- Todos los partidos tienen el huso horario de Uzbekistán, UTC+05:00.

### Grupo A
| Equipo       | Pts | PJ | PG | PE | PP | GF | GC | Dif |
| ------------ | --- | -- | -- | -- | -- | -- | -- | --- |
| Uzbekistán   | 7   | 3  | 2  | 1  | 0  | 8  | 1  | 7   |
| Turkmenistán | 4   | 3  | 1  | 1  | 1  | 4  | 4  | 0   |
| Irán         | 2   | 3  | 0  | 2  | 1  | 3  | 4  | -1  |
| Catar        | 2   | 3  | 0  | 2  | 1  | 3  | 9  | -6  |

| 1 de junio de 2022, 18:00 | Irán          | 1:1 (0:0) | Catar         | Estadio Bunyodkor, Taskent                            |                                                       |
|                           | Shahriari 90' | Reporte   | Al-Ganehi 87' | Asistencia: 965 espectadores Árbitro(s): Yusuke Araki | Asistencia: 965 espectadores Árbitro(s): Yusuke Araki |

| 1 de junio de 2022, 20:30 | Uzbekistán           | 1:0 (0:0) | Turkmenistán | Estadio Pakhtakor, Taskent                               |                                                          |
|                           | Khoshimov 75' (pen.) | Reporte   |              | Asistencia: 28.670 espectadores Árbitro(s): Hanna Hattab | Asistencia: 28.670 espectadores Árbitro(s): Hanna Hattab |

| 4 de junio de 2022, 18:00 | Turkmenistán                             | 2:1 (1:1) | Irán      | Estadio Bunyodkor, Taskent                         |                                                    |
|                           | Sapargulýyew 28' (pen.) · T. Çaryýew 80' | Reporte   | Bavieh 8' | Asistencia: 539 espectadores Árbitro(s): Alex King | Asistencia: 539 espectadores Árbitro(s): Alex King |

| 4 de junio de 2022, 20:00 | Catar | 0:6 (0:3) | Uzbekistán                                                                                   | Estadio Pakhtakor, Taskent                                       |                                                                  |
|                           |       | Reporte   | Jaloliddinov 5' · Erkinov 20' · Norchaev 45+1' · Khoshimov 60' · Ayman 63' (a.g.)Jiyanov 67' | Asistencia: 29.754 espectadores Árbitro(s): Mohanad Qasim Sarray | Asistencia: 29.754 espectadores Árbitro(s): Mohanad Qasim Sarray |

| 7 de junio de 2022, 22:00 | Uzbekistán      | 1:1 (1:0) | Irán        | Estadio Markaziy, Qarshi                                 |                                                          |
|                           | Jurakuziyev 22' | Reporte   | Yousefi 62' | Asistencia: 19.876 espectadores Árbitro(s): Ahmed Al-Kaf | Asistencia: 19.876 espectadores Árbitro(s): Ahmed Al-Kaf |

| 7 de junio de 2022, 22:00 | Catar             | 2:2 (0:0) | Turkmenistán     | Estadio Bunyodkor, Taskent                       |                                                  |
|                           | Al-Tairi 65', 73' | Reporte   | Myradow 75', 82' | Asistencia: 365 espectadores Árbitro(s): Ma Ning | Asistencia: 365 espectadores Árbitro(s): Ma Ning |

### Grupo B
| Equipo    | Pts | PJ | PG | PE | PP | GF | GC | Dif |
| --------- | --- | -- | -- | -- | -- | -- | -- | --- |
| Australia | 7   | 3  | 2  | 1  | 0  | 4  | 1  | 3   |
| Irak      | 5   | 3  | 1  | 2  | 0  | 5  | 3  | 2   |
| Jordania  | 4   | 3  | 1  | 1  | 1  | 2  | 2  | 0   |
| Kuwait    | 0   | 3  | 0  | 0  | 3  | 1  | 6  | -5  |

| 1 de junio de 2022, 18:00 | Australia                         | 2:0 (1:0) | Kuwait | Estadio Markaziy, Qarshi                               |                                                        |
|                           | D'Arrigo 26' · Rich-Baghuelou 54' | Reporte   |        | Asistencia: 675 espectadores Árbitro(s): Adel Al-Naqbi | Asistencia: 675 espectadores Árbitro(s): Adel Al-Naqbi |

| 1 de junio de 2022, 22:00 | Jordania     | 1:1 (0:0) | Irak         | Estadio Markaziy, Qarshi                                  |                                                           |
|                           | Aburiziq 57' | Reporte   | Ramadhan 69' | Asistencia: 417 espectadores Árbitro(s): Khalid Al-Turais | Asistencia: 417 espectadores Árbitro(s): Khalid Al-Turais |

| 4 de junio de 2022, 18:00 | Irak            | 1:1 (0:1) | Australia  | Estadio Markaziy, Qarshi                                   |                                                            |
|                           | Abdulkareem 56' | Reporte   | Kuol 45+2' | Asistencia: 492 espectadores Árbitro(s): Akhrol Riskullaev | Asistencia: 492 espectadores Árbitro(s): Akhrol Riskullaev |

| 4 de junio de 2022, 22:00 | Kuwait | 0:1 (0:0) | Jordania     | Estadio Markaziy, Qarshi                              |                                                       |
|                           |        | Reporte   | Aburiziq 68' | Asistencia: 315 espectadores Árbitro(s): Ahmed Al-Kaf | Asistencia: 315 espectadores Árbitro(s): Ahmed Al-Kaf |

| 7 de junio de 2022, 18:00 | Australia            | 1:0 (0:0) | Jordania | Estadio Lokomotiv, Taskent                              |                                                         |
|                           | Najjarine 61' (pen.) | Reporte   |          | Asistencia: 492 espectadores Árbitro(s): Yudai Yamamoto | Asistencia: 492 espectadores Árbitro(s): Yudai Yamamoto |

| 7 de junio de 2022, 18:00 | Irak                                         | 3:1 (1:1) | Kuwait    | Estadio Markaziy, Qarshi                                     |                                                              |
|                           | Mohammed 35' · Abdulridha 59' · Al-Baqer 82' | Reporte   | Ayedh 12' | Asistencia: 1.850 espectadores Árbitro(s): Akhrol Riskullaev | Asistencia: 1.850 espectadores Árbitro(s): Akhrol Riskullaev |

### Grupo C
| Equipo        | Pts | PJ | PG | PE | PP | GF | GC | Dif |
| ------------- | --- | -- | -- | -- | -- | -- | -- | --- |
| Corea del Sur | 7   | 3  | 2  | 1  | 0  | 6  | 2  | 4   |
| Vietnam       | 5   | 3  | 1  | 2  | 0  | 5  | 3  | 2   |
| Tailandia     | 4   | 3  | 1  | 1  | 1  | 5  | 3  | 2   |
| Malasia       | 0   | 3  | 0  | 0  | 3  | 1  | 9  | -8  |

| 2 de junio de 2022, 18:00 | Corea del Sur                                                   | 4:1 (1:0) | Malasia      | Estadio Lokomotiv, Taskent                                 |                                                            |
|                           | Lee Sang-min 31' · Kim Tae-hwan 48' · Cho Young-wook 88', 90+2' | Reporte   | Mukhairi 83' | Asistencia: 290 espectadores Árbitro(s): Saoud Ali Al-Adba | Asistencia: 290 espectadores Árbitro(s): Saoud Ali Al-Adba |

| 2 de junio de 2022, 20:00 | Tailandia                  | 2:2 (1:1) | Vietnam                                | Estadio Bunyodkor, Taskent                       |                                                  |
|                           | Davis 34' · Suphanat 90+1' | Reporte   | Phan Tuấn Tài 1' · Nguyễn Văn Tùng 73' | Asistencia: 278 espectadores Árbitro(s): Ma Ning | Asistencia: 278 espectadores Árbitro(s): Ma Ning |

| 5 de junio de 2022, 18:00 | Vietnam          | 1:1 (0:0) | Corea del Sur      | Estadio Lokomotiv, Taskent                                   |                                                              |
|                           | Vũ Tiến Long 83' | Reporte   | Cho Young-wook 63' | Asistencia: 255 espectadores Árbitro(s): Ahmad Faisal Al-Ali | Asistencia: 255 espectadores Árbitro(s): Ahmad Faisal Al-Ali |

| 5 de junio de 2022, 20:00 | Malasia | 0:3 (0:1) | Tailandia                          | Estadio Bunyodkor, Taskent                                 |                                                            |
|                           |         | Reporte   | Suphanat 23', 73' · Channarong 69' | Asistencia: 212 espectadores Árbitro(s): Mohammed Al-Hoish | Asistencia: 212 espectadores Árbitro(s): Mohammed Al-Hoish |

| 8 de junio de 2022, 18:00 | Corea del Sur    | 1:0 (0:0) | Tailandia | Estadio Pakhtakor, Taskent                                   |                                                              |
|                           | Go Jae-hyeon 35' | Reporte   |           | Asistencia: 350 espectadores Árbitro(s): Salman Ahmad Falahi | Asistencia: 350 espectadores Árbitro(s): Salman Ahmad Falahi |

| 8 de junio de 2022, 18:00 | Vietnam                                       | 2:0 (2:0) | Malasia | Estadio Lokomotiv, Taskent                                      |                                                                 |
|                           | Nhâm Mạnh Dũng 28' · Bùi Hoàng Việt Anh 45+8' | Reporte   |         | Asistencia: 140 espectadores Árbitro(s): Hettikamkanamge Perera | Asistencia: 140 espectadores Árbitro(s): Hettikamkanamge Perera |

### Grupo D
| Equipo                 | Pts | PJ | PG | PE | PP | GF | GC | Dif |
| ---------------------- | --- | -- | -- | -- | -- | -- | -- | --- |
| Arabia Saudita         | 7   | 3  | 2  | 1  | 0  | 7  | 0  | 7   |
| Japón                  | 7   | 3  | 2  | 1  | 0  | 5  | 1  | 4   |
| Emiratos Árabes Unidos | 3   | 3  | 1  | 0  | 2  | 3  | 4  | -1  |
| Tayikistán             | 0   | 3  | 0  | 0  | 3  | 0  | 10 | -10 |

| 3 de junio de 2022, 18:00 | Emiratos Árabes Unidos | 1:2 (0:0) | Japón                      | Estadio Pakhtakor, Taskent                                      |                                                                 |
|                           | Hassan 63'             | Reporte   | Y. Suzuki 61' · Hosoya 76' | Asistencia: 270 espectadores Árbitro(s): Hettikamkanamge Perera | Asistencia: 270 espectadores Árbitro(s): Hettikamkanamge Perera |

| 3 de junio de 2022, 20:00 | Arabia Saudita                                                          | 5:0 (1:0) | Tayikistán | Estadio Lokomotiv, Taskent                           |                                                      |
|                           | Al-Yami 42' · Yahya 50' · Asiri 68' · Al-Harbi 86' · Radif 90+7' (pen.) | Reporte   |            | Asistencia: 280 espectadores Árbitro(s): Kim Hee-gon | Asistencia: 280 espectadores Árbitro(s): Kim Hee-gon |

| 6 de junio de 2022, 18:00 | Japón | 0:0     | Arabia Saudita | Estadio Pakhtakor, Taskent                         |                                                    |
|                           |       | Reporte |                | Asistencia: 300 espectadores Árbitro(s): Ali Sabah | Asistencia: 300 espectadores Árbitro(s): Ali Sabah |

| 6 de junio de 2022, 20:00 | Tayikistán | 0:2 (0:1) | Emiratos Árabes Unidos            | Estadio Lokomotiv, Taskent                                   |                                                              |
|                           |            | Reporte   | Al-Bloushi 12' · Saeed 78' (pen.) | Asistencia: 185 espectadores Árbitro(s): Mongkolchai Pechsri | Asistencia: 185 espectadores Árbitro(s): Mongkolchai Pechsri |

| 9 de junio de 2022, 18:00 | Arabia Saudita                      | 2:0 (0:0) | Emiratos Árabes Unidos | Estadio Lokomotiv, Taskent                                 |                                                            |
|                           | Yahya 57' · Abdulhamid 90+3' (pen.) | Reporte   |                        | Asistencia: 135 espectadores Árbitro(s): Jonathan Barreiro | Asistencia: 135 espectadores Árbitro(s): Jonathan Barreiro |

| 9 de junio de 2022, 18:00 | Japón                                    | 3:0 (1:0) | Tayikistán | Estadio Bunyodkor, Taskent                          |                                                     |
|                           | Matsuki 11' · Sato 56' · Nakashima 90+4' | Reporte   |            | Asistencia: 375 espectadores Árbitro(s): Ali Shaban | Asistencia: 375 espectadores Árbitro(s): Ali Shaban |

## Ronda final
|  | Cuartos de final | Cuartos de final |                |            | Semifinales | Semifinales |       |              | Final        | Final |  |
|  |                  |                  |                |            |             |             |       |              |              |       |  |
|  |                  |                  |                |            |             |             |       |              |              |       |  |
|  | Uzbekistán (p.)  | 2 (3)            |                |            |             |             |       |              |              |       |  |
|  | Uzbekistán (p.)  | 2 (3)            |                |            |             |             |       |              |              |       |  |
|  | Irak             | 2 (2)            |                |            |             |             |       |              |              |       |  |
|  | Irak             | 2 (2)            |                | Uzbekistán | 2           |             |       |              |              |       |  |
|  |                  |                  |                | Uzbekistán | 2           |             |       |              |              |       |  |
|  |                  |                  | Japón          | 0          |             |             |       |              |              |       |  |
|  | Corea del Sur    | 0                | Japón          | 0          |             |             |       |              |              |       |  |
|  | Corea del Sur    | 0                |                |            |             |             |       |              |              |       |  |
|  | Japón            | 3                |                |            |             |             |       |              |              |       |  |
|  | Japón            | 3                |                |            |             |             |       | Uzbekistán   | 0            |       |  |
|  |                  |                  |                |            |             |             |       | Uzbekistán   | 0            |       |  |
|  |                  |                  | Arabia Saudita | 2          |             |             |       |              |              |       |  |
|  | Australia        | 1                | Arabia Saudita | 2          |             |             |       |              |              |       |  |
|  | Australia        | 1                |                |            |             |             |       |              |              |       |  |
|  | Turkmenistán     | 0                |                |            |             |             |       |              |              |       |  |
|  | Turkmenistán     | 0                |                | Australia  | 0           |             |       | Tercer lugar | Tercer lugar |       |  |
|  |                  |                  |                | Australia  | 0           |             |       | Tercer lugar | Tercer lugar |       |  |
|  |                  |                  | Arabia Saudita | 2          |             |             |       |              |              |       |  |
|  | Arabia Saudita   | 2                | Arabia Saudita | 2          |             |             | Japón | 3            |              |       |  |
|  | Arabia Saudita   | 2                |                |            |             |             | Japón | 3            |              |       |  |
|  | Vietnam          | 0                |                |            |             |             |       |              | Australia    | 0     |  |
|  | Vietnam          | 0                |                |            |             |             |       |              | Australia    | 0     |  |
|  |                  |                  |                |            |             |             |       |              |              |       |  |

### Cuartos de final
| 11 de junio de 2022, 18:00 | Australia         | 1:0 (0:0) | Turkmenistán | Estadio Bunyodkor, Taskent                                   |                                                              |
|                            | Orazow 74' (a.g.) | Reporte   |              | Asistencia: 247 espectadores Árbitro(s): Salman Ahmad Falahi | Asistencia: 247 espectadores Árbitro(s): Salman Ahmad Falahi |

| 11 de junio de 2022, 21:00 | Uzbekistán                                       | 2:2 (1:1; 2:2) (t. s.)(3:2 p.) | Irak                                                  | Estadio Pakhtakor, Taskent                                    |                                                               |
|                            | Jaloliddinov 45+5' (pen.) · Ammar 50' (a.g.)     | Reporte                        | Ramadhan 19' (pen.) · Ghaleb 68'                      | Asistencia: 32.700 espectadores Árbitro(s): Mohammed Al-Hoish | Asistencia: 32.700 espectadores Árbitro(s): Mohammed Al-Hoish |
|                            |                                                  | Tiros desde el punto penal     |                                                       |                                                               |                                                               |
|                            | - Jurakuziyev - Khamraliev - Fayzullaev - Buriev |                                | - Doski - Naeem - Ramadhan - Abdulridha - Abdulkareem |                                                               |                                                               |

| 12 de junio de 2022, 18:00 | Corea del Sur | 0:3 (0:1) | Japón                           | Estadio Pakhtakor, Taskent                            |                                                       |
|                            |               | Reporte   | Y. Suzuki 22', 80' · Hosoya 65' | Asistencia: 529 espectadores Árbitro(s): Hanna Hattab | Asistencia: 529 espectadores Árbitro(s): Hanna Hattab |

| 12 de junio de 2022, 21:00 | Arabia Saudita                 | 2:0 (1:0) | Vietnam | Estadio Lokomotiv, Taskent                            |                                                       |
|                            | Al-Harbi 41' · Al-Buraikan 65' | Reporte   |         | Asistencia: 685 espectadores Árbitro(s): Yusuke Araki | Asistencia: 685 espectadores Árbitro(s): Yusuke Araki |

### Semifinales
| 15 de junio de 2022, 18:00 | Australia | 0:2 (0:1) | Arabia Saudita          | Estadio Pakhtakor, Taskent                                    |                                                               |
|                            |           | Reporte   | Al-Eisa 20' · Yahya 72' | Asistencia: 323 espectadores Árbitro(s): Mohanad Qasim Sarray | Asistencia: 323 espectadores Árbitro(s): Mohanad Qasim Sarray |

| 15 de junio de 2022, 21:00 | Uzbekistán                      | 2:0 (0:0) | Japón | Estadio Bunyodkor, Taskent                          |                                                     |
|                            | Jaloliddinov 60' · Norchaev 89' | Reporte   |       | Asistencia: 0 espectadores Árbitro(s): Ahmed Al-Kaf | Asistencia: 0 espectadores Árbitro(s): Ahmed Al-Kaf |

### Tercer puesto
| 18 de junio de 2022, 18:00 | Japón                                   | 3:0 (2:0) | Australia | Estadio Pakhtakor, Taskent                           |                                                      |
|                            | Sato 7' · Trewin 39' (a.g.) · Fujio 63' | Reporte   |           | Asistencia: 230 espectadores Árbitro(s): Kim Hee-gon | Asistencia: 230 espectadores Árbitro(s): Kim Hee-gon |

### Final
| 19 de junio de 2022, 18:00 | Uzbekistán | 0:2 (0:1) | Arabia Saudita                     | Estadio Bunyodkor, Taskent                                      |                                                                 |
|                            |            | Reporte   | A. Al-Ghamdi 48' · Al-Buraikan 74' | Asistencia: 32.268 espectadores Árbitro(s): Salman Ahmad Falahi | Asistencia: 32.268 espectadores Árbitro(s): Salman Ahmad Falahi |

|                                    |
| Bandera de Arabia Saudita          |
| Campeón Arabia Saudita 1.er título |

## Goleadores
3 goles
- Yuito Suzuki
- Ayman Yahya
- Cho Young-wook
- Suphanat Mueanta
- Jasurbek Jaloliddinov

2 goles
- Wakaa Ramadhan
- Mao Hosoya
- Kein Sato
- Mohammad Aburiziq
- Osamah Al-Tairi
- Firas Al-Buraikan
- Moteb Al-Harbi
- Begençmyrat Myradow
- Ulugbek Khoshimov
- Khusayin Norchaev

1 gol
- Louis D'Arrigo
- Alou Kuol
- Ramy Najjarine
- Jay Rich-Baghuelou
- Alireza Bavieh
- Erfan Shahriari
- Aria Yousefi
- Hasan Abdulkareem
- Moamel Abdulridha
- Mohammed Al-Baqer
- Ammar Ghaleb
- Muntadher Mohammed
- Shota Fujio
- Kuryu Matsuki
- Taika Nakashima
- Yousef Ayedh
- Mukhairi Ajmal
- Ahmed Al Ganehi
- Saud Abdulhamid
- Hussain Al-Eisa
- Ahmed Al-Ghamdi
- Hamad Al-Yami
- Haitham Asiri
- Abdullah Radif
- Go Jae-hyeon
- Kim Tae-hwan
- Lee Sang-min
- Ben Davis
- Channarong Promsrikaew
- Teymur Çaryýew
- Arzuwguly Sapargulýyew
- Abdelaziz Al-Bloushi
- Yaser Hassan
- Mansoor Saeed
- Khojimat Erkinov
- Ruslanbek Jiyanov
- Otabek Jurakuziyev
- Bùi Hoàng Việt Anh
- Nguyễn Văn Tùng
- Nhâm Mạnh Dũng
- Phan Tuấn Tài
- Vũ Tiến Long

1 autogol
- Kai Trewin (contra Japón)
- Hussein Ammar (contra Uzbekistán)
- Yousef Ayman (contra Uzbekistán)
- Oraz Orazow (contra Australia)